# حادثة إطلاق النار في سان جوست
في 23 ديسمبر 2020، وقع إطلاق نار في بلدية سان جوست بإقليم بوي دو دوم في فرنسا. قُتل ثلاثة عناصر من الدرك الوطني، وتعرّض رابع لجروح.

## الحادثة
بعد منتصف ليل 23 ديسمبر 2020 بقليل، ذهب اثنان من رجال الدرك إلى مسكن استجابة لبلاغ عن عنف أسري ضد امرأة. المشتبه به، فريديريك ليمول البالغ من العمر 48 عامًا، أطلق الرصاص دون سابق إنذار مما أسفر عن مقتل أحد رجال الدرك وإصابة آخر. بعد أن أضرم النار في منزله، أطلق النار وقتل اثنين من رجال الدرك المستجيبين، في حين تمّ إنقاذ المرأة.  وفقًا لعمدة سان جوست فرانسوا شوتار، فقد دمر الحريق منزله.  صدم مُطلق النار شجرة بسيارته، وتم العثور عليه ميتًا داخل السيارة، بعد أن انتحر على ما يبدو.

## الضحايا
الضحايا الثلاث تابعين لقوات الدرك الوطني، المسؤولة عن البلدات الأصغر والمناطق الريفية والضواحي. الضباط القتلى هم سيريل موريل (45 سنة)، وريمي دوبوي (37 سنة)؛ وأرنو مافيل (21 سنة).   

## مرتكب الجريمة
تم التعرف على مطلق النار على أنه جندي سابق يبلغ من العمر 48 عاما. كان مدججا بالسلاح وقت وقوع الحادث، وهاجم الضباط ببندقية عسكرية نصف آلية. نجا من موقع الهجوم وانتحر عند اصطدام سيارته بشجرة أثناء هروبه.

## ردود فعل
كتب الرئيس الفرنسي إيمانويل ماكرون عبر حسابه على تويتر: «لقد تدخلوا لإنقاذ امرأة من ضحايا العنف الأسري في بوي دو دوم، قُتل 3 عناصر من رجال الدرك وأصيب الرابع، كل الأمة تشارك حزن عائلاتهم، من أجل حمايتنا خاطروا بحياتهم، إنهم أبطالنا».. وأعلن وزير الداخلية الفرنسي جيرالد دارمانين عن العثور على مطلق النار في بوي دو دوم مقتولاً، ونشر تغريدة عبر تويتر: «تم العثور على مطلق النار ميتا، وأنا أتوجه الآن إلى موقع الحادث».